# Discobola annulata
Discobola annulata is een tweevleugelige uit de familie van de steltmuggen (Limoniidae). De soort komt voor in het Palearctisch, Nearctisch, Oriëntaals en Australaziatisch gebied.